# Naix-aux-Forges
Naix-aux-Forges ist eine Gemeinde im Département Meuse in der Region Grand Est (bis 2015 Lothringen) in Nordost-Frankreich. Sie liegt im Tal des Flusses Ornain, acht Kilometer entfernt von Ligny-en-Barrois.

## Geschichte
Naix-aux-Forges trug in der Römerzeit den Namen Nasium, gegründet im 1. Jahrhundert v. Chr. In seiner Blütezeit umfasste Nasium ein Gebiet von 120 ha und war neben Metz die größte Ansiedlung im heutigen Lothringen. Im 2. Jahrhundert n. Chr. erwähnte sie der Geograph Ptolemäus als einen der Hauptorte der Leuker.
Die Statue einer Fruchtbarkeits- und Muttergottheit (lateinisch Matrona) sowie eines römischen Okulisten-Stempels wurden bei den Ausgrabungen entdeckt und befinden sich heute im Museum von Bar-le-Duc. Der Schatz von Naix-aux-Forges ist eine Sammlung römischer Schmuckstücke und Münzen, die 1809 entdeckt wurden. 
Im Frühling des Jahres 912 besetzte der Franken-König Theuderich II. während des Kriegszuges gegen seinen rivalisierenden Bruder Theudebert II. die Befestigung von Naix-aux-Forges.

### Bevölkerungsentwicklung
| Jahr      | 1793 | 1846 | 1896 | 1911 | 1946 | 1962 | 1968 | 1975 | 1982 | 1990 | 1999 | 2007 | 2017 |
| Einwohner | 290  | 402  | 287  | 287  | 207  | 233  | 254  | 271  | 206  | 200  | 203  | 204  | 221  |

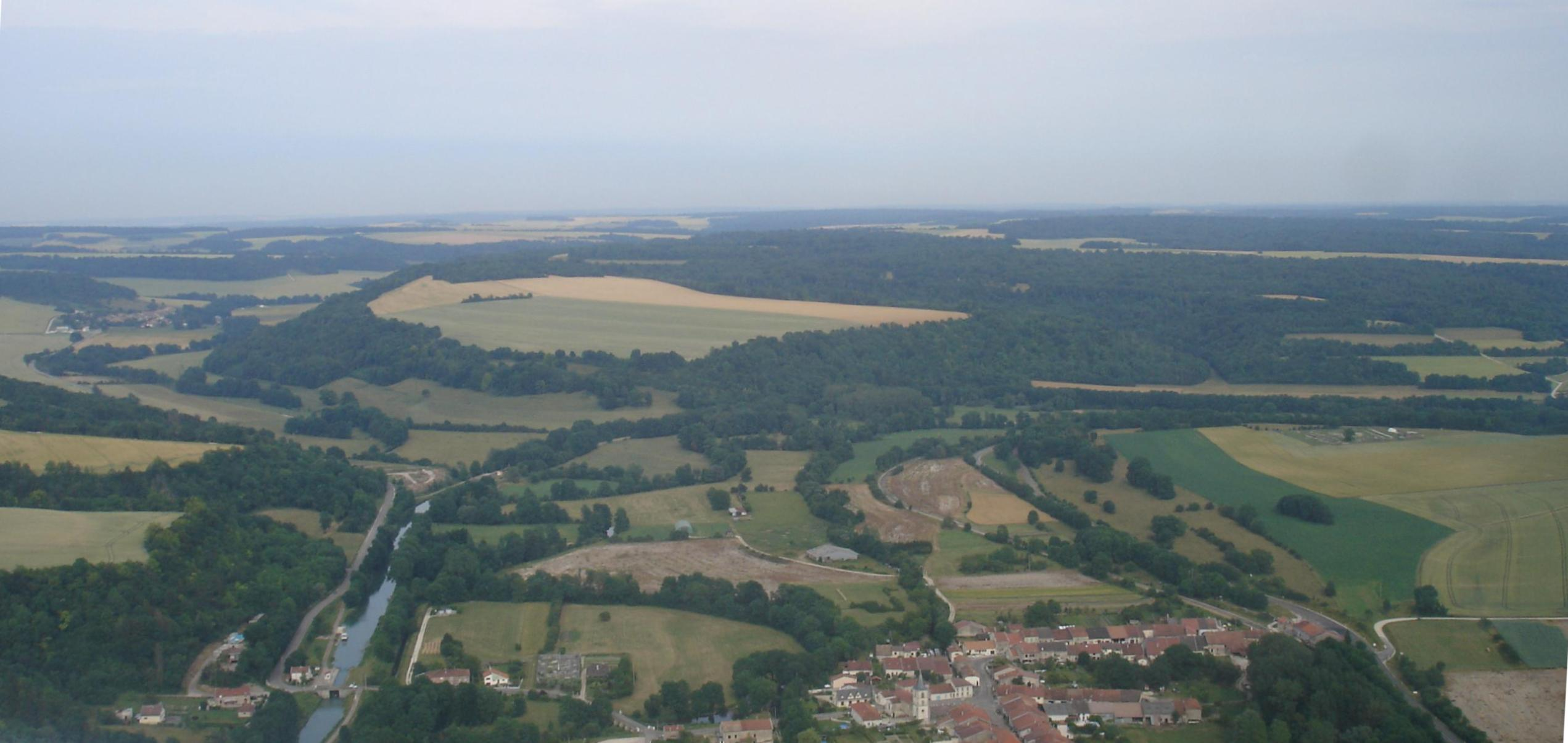
Gallisch-römisches Oppidum Nasium
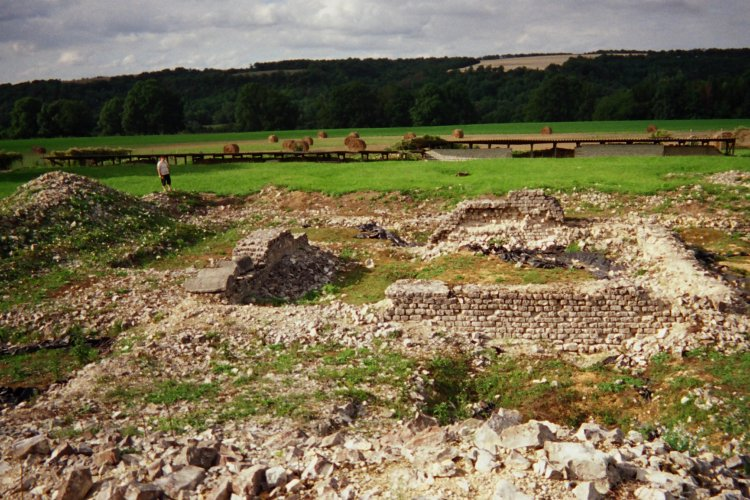
Tempel von Mazeroie
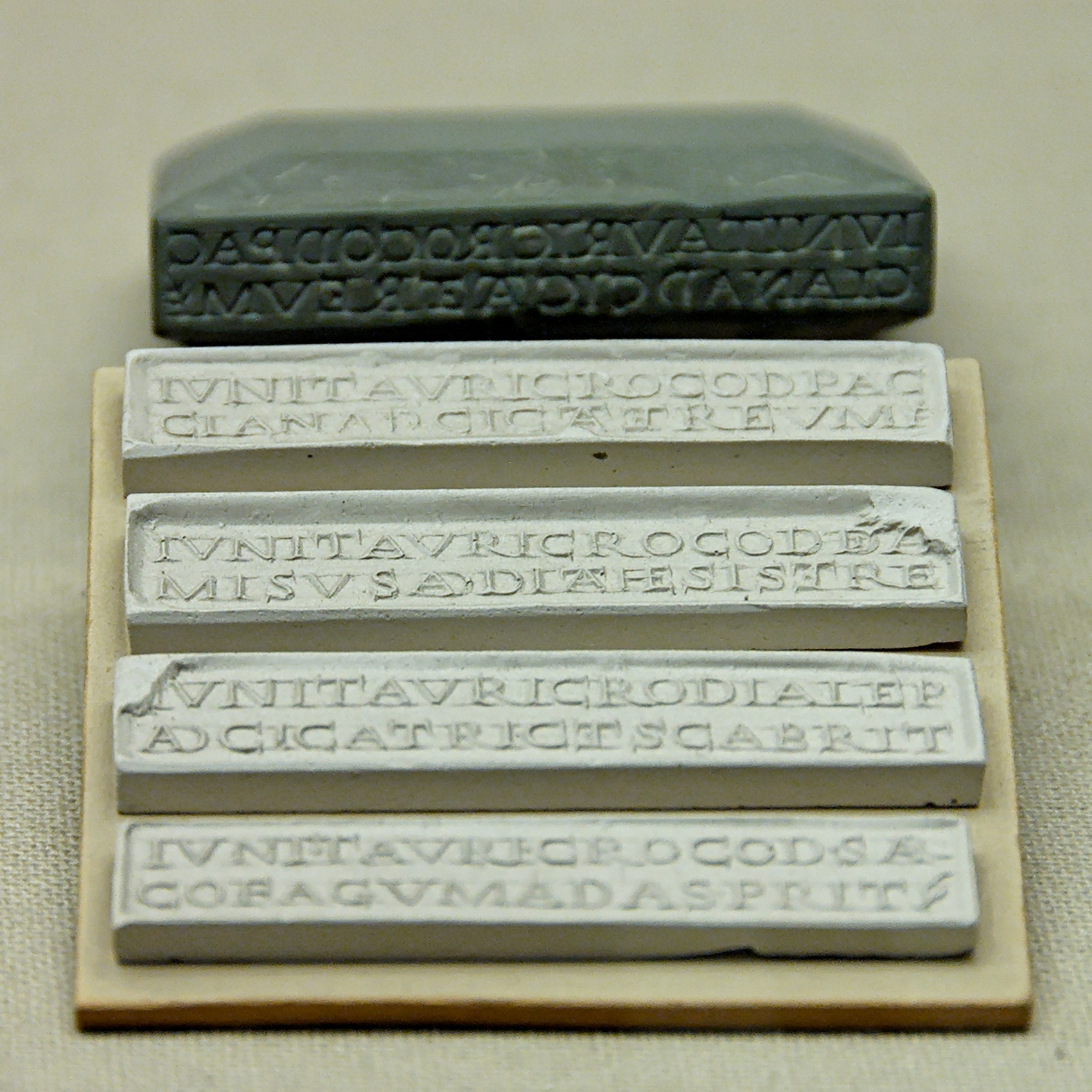
Okulisten-Stempel
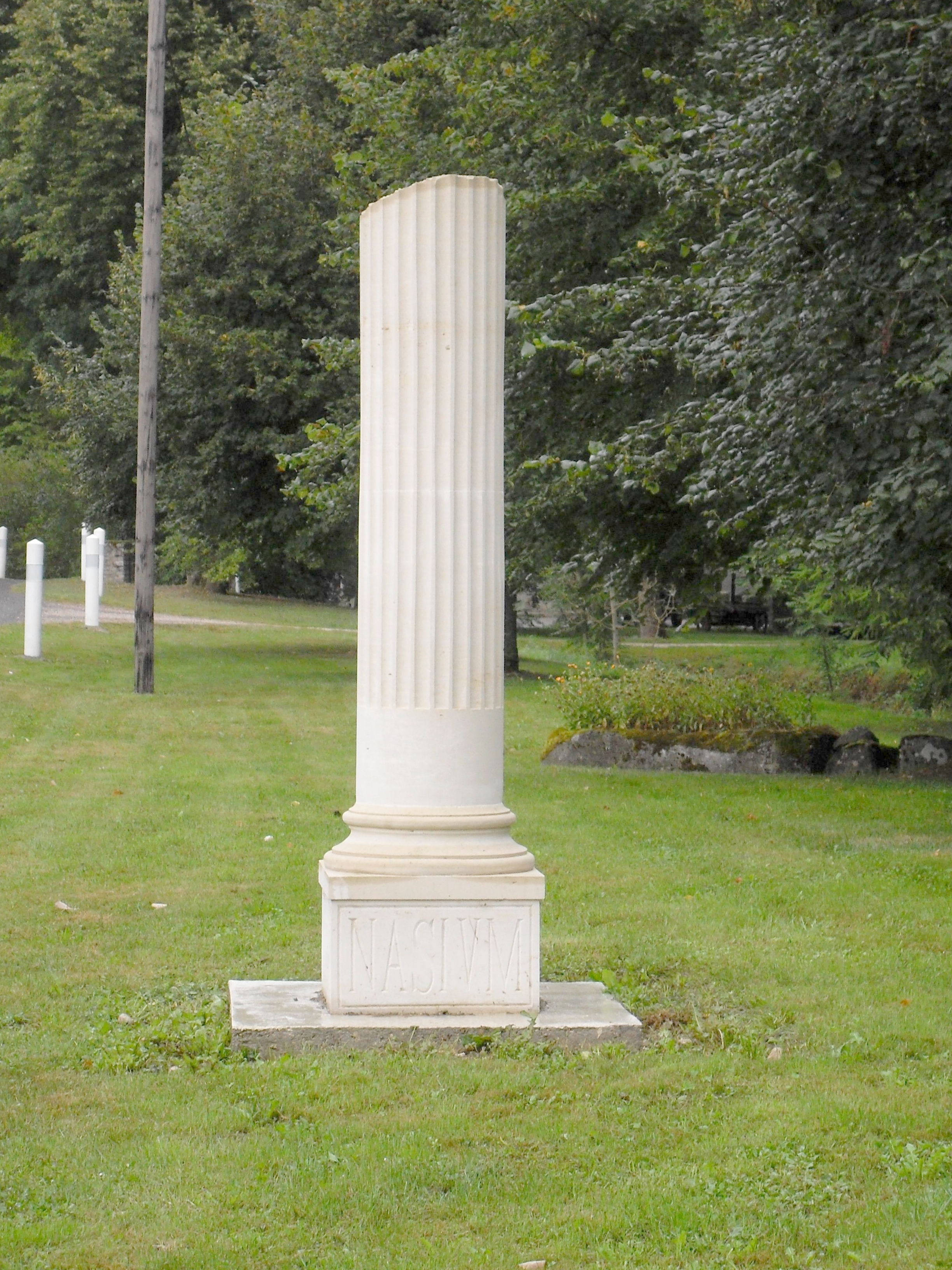
Nasium-Säule
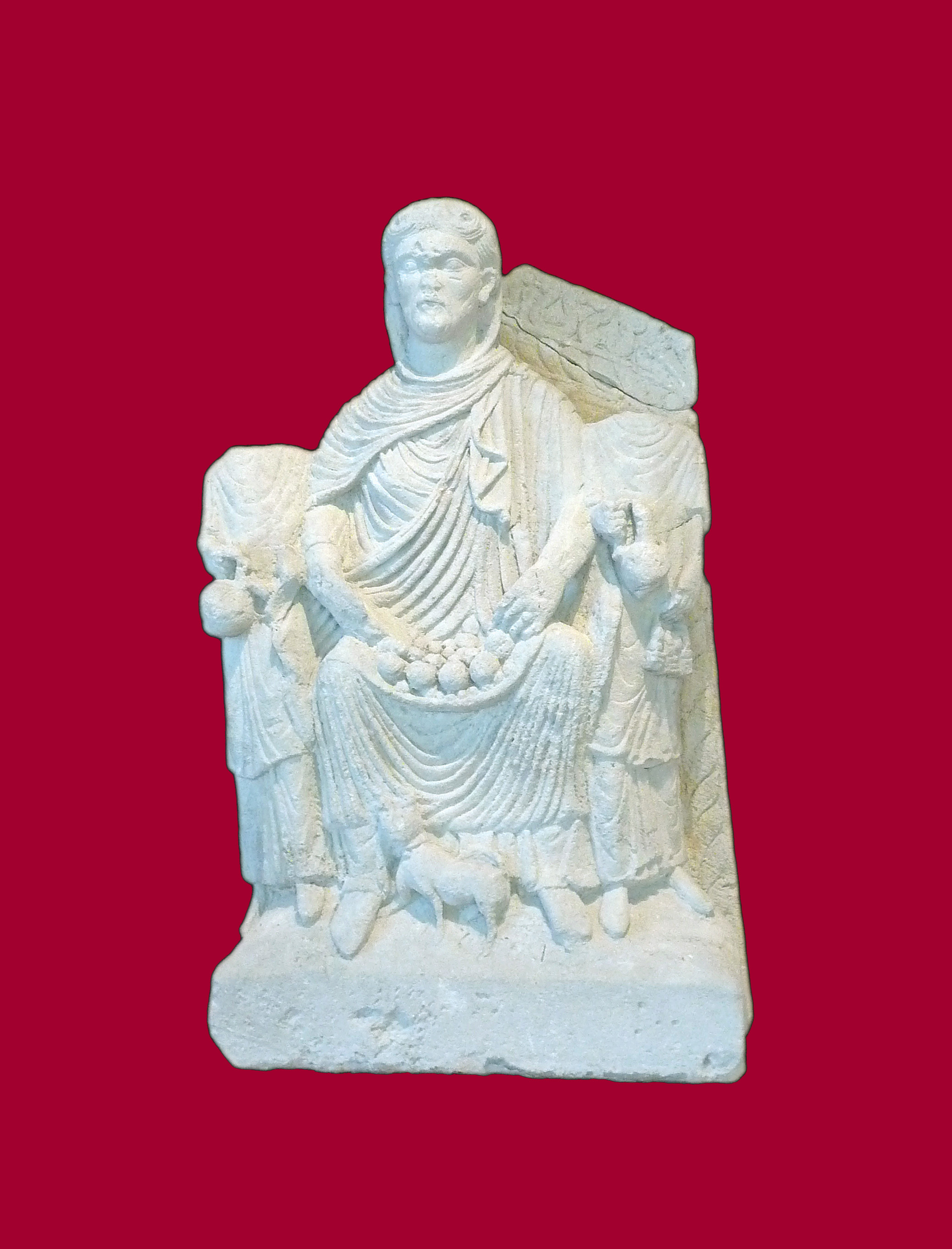
Matrona-Statue